# 米格尔·塞古拉
米格尔·塞古拉（西班牙語：Miguel Segura，1963年9月2日—），哥斯达黎加男子足球运动员，司职守门员。他曾代表哥斯达黎加国家队参加1990年国际足联世界杯，结果队伍止步十六强赛。